# Устинки
Устинки — деревня в Сергиево-Посадском районе Московской области, в составе муниципального образования Сельское поселение Васильевское (до 29 ноября 2006 года входила в состав Митинского сельского округа).

## Население
| 2002 | 2006 | 2010 |
| ---- | ---- | ---- |
| 2    | ↗10  | ↘2   |

## География
Устинки расположено примерно в 31 км (по шоссе) на юго-запад от Сергиева Посада, на водоразделе рек Яхромы (правый приток Волгуши) и Вори, у границы с Дмитровским районом, высота центра деревни над уровнем моря — 200 м.